# Henriksfält

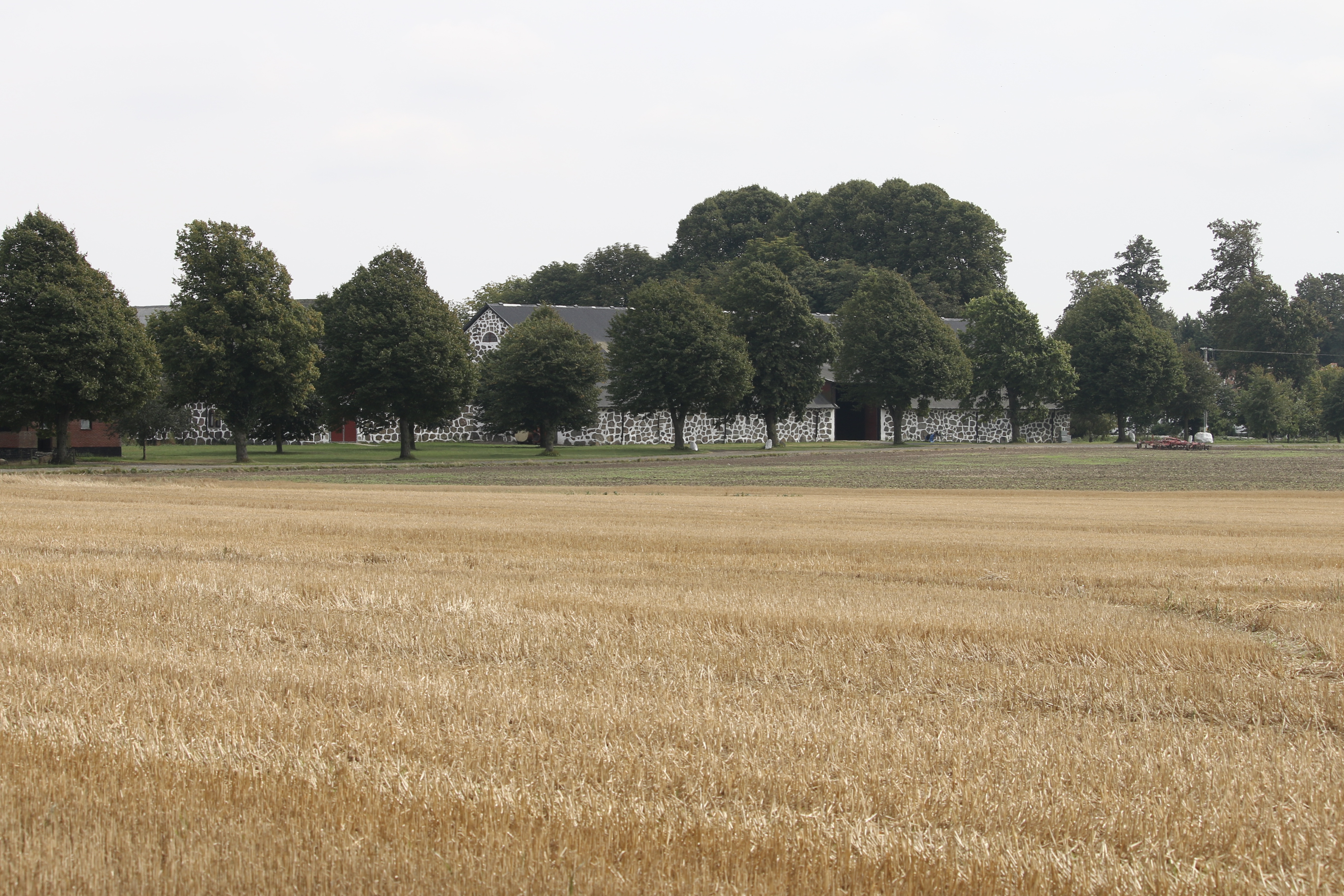
Henriksfält på avstånd

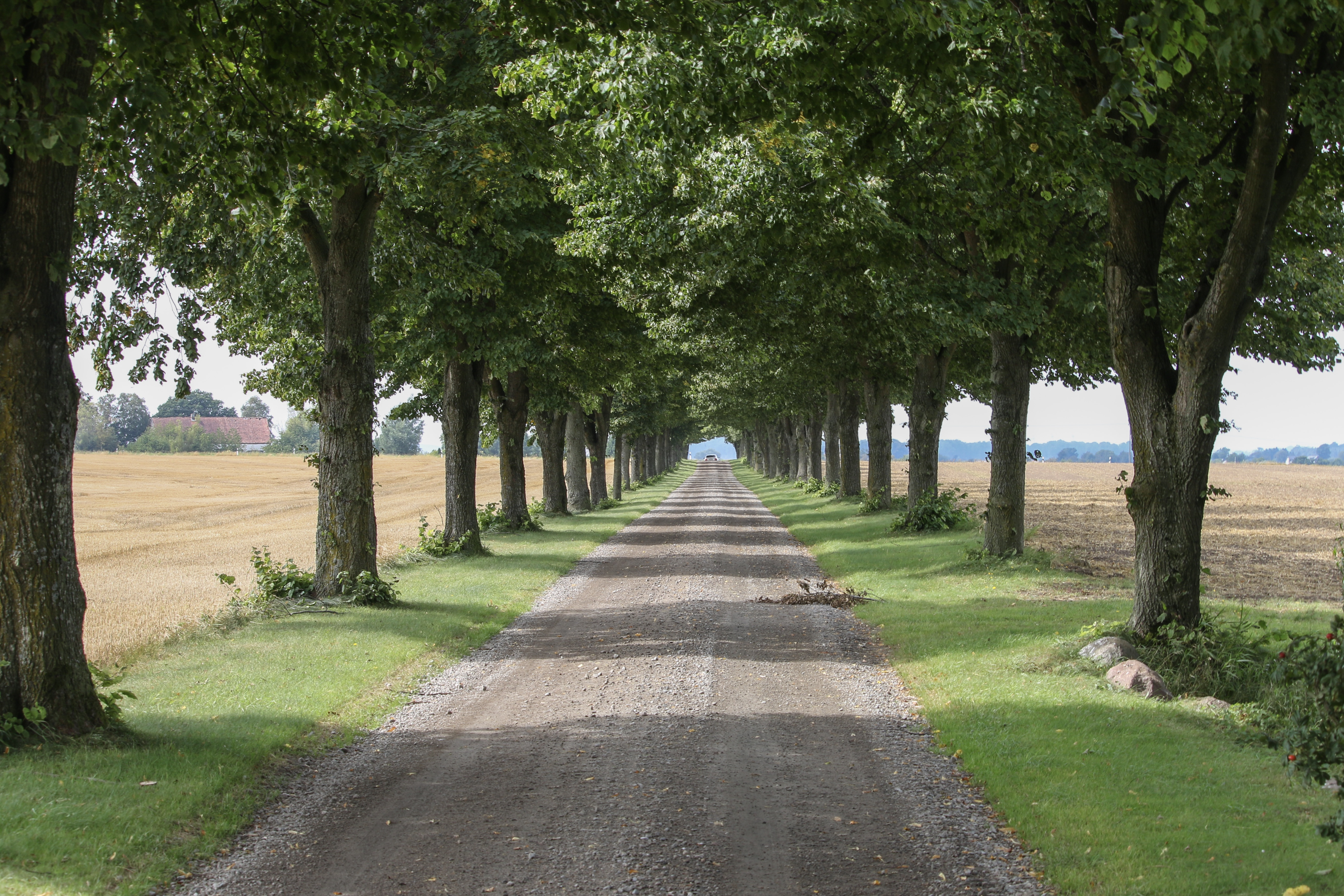
Henriksfälts allé

Henriksfält är en herrgård i Glemminge socken i Ystads kommun i Skåne. 
Sedan tidig medeltid, kanske redan från vikingatiden, har byn Södra Spjutstorp legat på platsen. Denna utplånades helt i början av 1800-talet när Spjutstorps gård bildades. Gården fick senare på 1800-talet sitt nuvarande namn.
Henriksfälts gård har en aktiv rörelse med jordbruk med delintegrerad svinproduktion av den eget framtagna svinrasen Henriksfälts lantras, Charolais nötdjur, får samt hästar av rasen Svenskt halvblod.